# Comté de Nassau-Beilstein (1343-1561)
Pour les articles homonymes, voir Comté de Nassau-Beilstein et Comté de Nassau.
1343–1561
Le premier comté de Nassau-Beilstein fut de 1346 à 1561 un État du Saint-Empire.

## Origines
Le château de Beilstein lui-même a été documenté pour la première fois en 1129. L’endroit appartenait à l’origine aux seigneurs de Beilstein, qui ont également construit les châteaux Greifenstein et Liechtenstein (aujourd’hui une ruine au-dessus du barrage d’Ulmbach) au cours des partages d’héritage de leurs biens, mais tous deux ont été détruits en 1298 en tant que nids de barons voleurs. On ne sait pas exactement comment et quand la seigneurie de Beilstein est arrivée à la maison de Nassau; cependant, il existe un document de 1287, selon lequel il était en possession d’Otton Ier de Nassau à cette époque. 
Après la mort du comte Otton Ier, fondateur de la lignée ottonienne de la maison de Nassau, en 1290, après une longue dispute, son héritage fut partagé entre ses fils en 1303 : le plus âgé, Henri (vers 1270-1343), reçut Nassau-Siegen, Emich reçut Nassau-Hadamar, et Jean reçut Nassau-Dillenburg. Jean tomba pendant la querelle de Dernbach en 1328 dans la bataille contre le landgrave Henri II de Hesse près de Wetzlar, et son héritage revint à son frère Henri, qui déplaça sa résidence à Dillenburg et appela maintenant son comté Nassau-Dillenburg. Le mariage d’Henri avec Adelheid von Heinsberg et Blankenberg (1280-1347) donna naissance à deux fils, Otton II et Heinrich.
Le fils d’Henri Ier du même nom Von Nassau-Beilstein était initialement destiné à une carrière spirituelle. Cependant, il quitta son poste de prévôt de la cathédrale de Spire et épousa Imagina von Westerburg contre la volonté de son père et de son frère. En conséquence, il y eut un différend entre les frères Henri Ier et Otton II de Nassau-Dillenbourg, qui se termina finalement par une division du pays en 1343. Le frère aîné Otto reçut la plus grande partie avec la domination autour de Siegen et Dillenburg, Heinrich fut compensé par une part relativement nulle, le Kalenberg Zent autour de Beilstein et la seigneurie du Westerwald.

## Histoire
Avec la fondation du comté de Nassau-Beilstein, Beilstein, qui avait déjà reçu les droits de ville le 18 février 1321 et dont le château les comtes de Nassau ont commencé à s’agrandir à partir de 1320, est devenu la capitale et le centre administratif du Westerwald oriental. Sous la domination du Westerwald, la maison de Nassau-Beilstein devait d’abord l’emporter contre la maison de Westerburg.
Les comtes ne pouvaient tirer que peu de revenus du petit dominion. Des parties du terrain ont dû être mises en gage à plusieurs reprises. Les faibles revenus ont empêché une expansion durable de la règle en acquérant de nouveaux territoires. De même, des revendications successorales de grande portée ne pouvaient pas être appliquées à d’autres dynasties. De l’héritage d’Adelheid von Heinsberg et de Blankenberg († 1347), il ne restait que de petites indemnités de départ du capital. Les revendications d’héritage à la seigneurie d’Isenburg-Grenzau n’ont pas pu être réalisées en raison de la mort prématurée de Philippe de Nassau-Beilstein († 1446) dans la querelle de Soest. De l’héritage de Johanna von Gemen († 1450/51) Henri IV reçut la seigneurie de Gemen. Cependant, la maison de Nassau-Beilstein ne put tenir cette acquisition contre les comtes de Holstein-Schauenburg.
Le seul gain fut le village de Niedershausen, que Maria von Solms maria avec Jean II en 1492, et les anciens serfs Sayn dans la seigneurie du Westerwald.
La coopération avec Kurköln s’est développée avec plus de succès pour la Maison de Nassau-Beilstein. De nombreux membres de la maison étaient au service de Cologne. Henri III en particulier a atteint une position exceptionnelle en tant qu’archidiacre de la cathédrale de Cologne. Cela a permis aux comtes d’obtenir des promesses de grande portée dans tout l’électorat, en mettant l’accent sur Linz sur le Rhin. Cependant, il n’a pas été possible d’intégrer ces engagements dans le comté de Nassau-Beilstein.
Vraisemblablement, la proximité de Cologne électorale était la raison pour laquelle Nassau-Beilstein a été affecté au Cercle impérial électoral du Rhin. En revanche, le comté de Nassau-Dillenburg appartenait au cercle impérial de Basse-Rhénanie-Westphalie et le comté de Nassau-Weilburg au cercle impérial du Rhin supérieur.
Les frères cadets des comtes de Nassau-Beilstein résidèrent au château de Liebenscheid – d’abord à partir de 1380 environ Reinhard († 1414/18) le frère d’Henri II, et après lui son fils Henri III († 1477), et de 1537 à 1556 puis Bernhard († 1556), frère de Johann. 

## Dissolution
Avec la mort de Jean III, qui n’avait que des descendants illégitimes, la première lignée Nassau-Beilstein cessa d’exister en 1561, et le comté revint à Nassau-Dillenburg. Le frère de Johann, Henri, était chevalier de Malte et était déjà tombé devant Pavie en mai 1525. Ses sœurs Hermanna († 1584) et Eva († 1575) étaient devenues religieuses respectivement à Engelthal et Walsdorf et sans descendance. Les frères de son père Jean II étaient déjà différents avant lui: Gerhard en 1506 comme moine à Fulda, Bernhard, qui était Landdrost de Westphalie, en 1556, les trois autres (Reinhard, Ludwig et Otto) déjà à un jeune âge.

## Listes des comtes
- 1343-1378: Henri Ier (1307-1378), ⚭ 1339 Imagina de Westerburg († avant 1380)
- 1378-1412: Henri II (1335-1412), fils d’Henri Ier, ⚭ 1366 Catherine de Randerode
  - 1378-1418 : Reinhard comme corégent de son frère
- 1412-1473: Jean Ier (1385-1473), fils d’Henri II; ⚭ (1) Mechthild von Isenburg-Büdingen-Grenzau († 1436); ⚭ (2) 1447 Johanna von Gemen († vers 1451)
  - 1425-1477 : Henri III comme corégent
- 1473-1499: Henri IV (1449-26 mai 1499), deuxième fils de Jean Ier; ⚭ vers 1475 Eva von Sayn-Hachenburg (1455-vers 1525)
- 1499-1513: Jean II (1475-18 août 1513), fils d’Henri. IV.; ⚭ (1) 1492 Maria von Solms-Braunfels (1471-1505), ⚭ (2) 1510/11 Anna zur Lippe († après 1533)
- 1513-1561: Jean III (17 novembre 1495-13 décembre 1561), fils de Jean II; ⚭ 1523 Anne de Nassau-Weilbourg (1505-1564)
  - 1513-1556 : Bernhard comme corégent

## Sources
- Nassau « Haus Nassau »: Von der Herrschaft Beilstein überhaupt, und wie gleichen an das Haus Nassau kamen. (MS Word; 83 kB)
- Hellmuth Gensicke: . 3e édition. Historische Kommission für Nassau, Wiesbaden 1999,  (ISBN 3-922244-80-7), p. 283 .
- (de) « Beilstein », sur www.greifenstein.de (consulté le 16 septembre 2022)
- « Nassau 7 », sur genealogy.euweb.cz (consulté le 16 septembre 2022)
- « Nassau-Info », sur www.nassau-info.de (consulté le 16 septembre 2022)